# Level of Concern
«Level of Concern» es una canción escrita y grabada por el dúo musical estadounidense Twenty One Pilots. Fue lanzado como un sencillo independiente el 9 de abril de 2020, a través de Fueled by Ramen. Hasta ahora, la canción alcanzó su punto máximo en 23 en el Billboard Hot 100. Es una canción dance pop y dance rock producida por el cantante Tyler Joseph junto a Paul Meany de la banda de rock alternativo Mutemath, y sus letras giran en torno a la pandemia de coronavirus 2019-20 durante la cual fue escrita y registrada, y fomenta la esperanza en tiempos difíciles. Una parte de los ingresos de la canción se donará a la organización benéfica Crew Nation, un fondo de ayuda global creado por Live Nation para giras y personal del lugar despedido debido a la pandemia.

## Antecedentes y grabación
A principios de marzo de 2020, el número de casos confirmados de coronavirus en los Estados Unidos era de 70, pero al mes siguiente había crecido en miles con una tasa de mortalidad cada vez mayor, lo que resultó en el cierre de escuelas y la prohibición de grandes reuniones. Se han recomendado ampliamente las medidas de distanciamiento social, como quedarse en casa tanto como sea posible, y se han desalentado las reuniones de más de 10 personas. Twenty One Pilots escribió y grabó "Level of Concern", su primera música nueva lanzada desde su álbum Trench (2018), en autoaislamiento durante la pandemia.
Su madre, en parte, influyó en la decisión de Joseph de escribir una canción sobre la pandemia.
"Level of Concern" fue escrita por el vocalista Tyler Joseph, quien la produjo junto a Paul Meany de la banda de rock alternativo Mutemath. Los dos ya habían colaborado de esta manera en el anterior álbum de la banda, Trench, pero la canción se aleja de la naturaleza conceptual de ese disco, así como de su predecesor Blurryface (2015). El 6 de abril, Joseph reveló en Twitter que era la primera canción que había escrito con una guitarra eléctrica, aunque necesitaba "unos días para terminarla". Añadió que enviaría a su compañero de banda Josh Dun los archivos de la canción. La canción fue lanzada como un sencillo independiente tres días después. Una parte de los ingresos generados por el sencillo se donó a la organización benéfica Crew Nation, un fondo de ayuda mundial creado por Live Nation para el personal de las giras y de los locales despedidos a causa de la pandemia.

## Composición
Fue escrito por Joseph, quien también lo produjo junto a Paul Meany de la banda de rock alternativo Mutemath. Los dos habían colaborado previamente en esta capacidad en el álbum anterior de la banda Trench, pero la canción es una desviación de la naturaleza conceptual de ese disco, así como de su predecesor Blurryface (2015). Es una canción dance pop y dance rock  con un "ritmo optimista" construido alrededor de una "guitarra disco" antes de que se agregue un ritmo interpretado por Dun. Omar Sánchez de Entertainment Weekly comparó su ranura con el tema de la banda «Ride», mientras que el periodista de Billboard Chris Payne opinó que el ritmo tenía "fuertes" vibraciones de «Walking on a Dream», y también denominó al sencillo una "canción hashtag-2020" debido a sus frecuentes referencias a la pandemia de coronavirus. La letra se enfoca en encontrar esperanza y optimismo en tiempos difíciles, con Joseph describiéndolo como "simple pero esperanzador", pero "sigue siendo sincero y sincero sobre el caos en todas partes". Chris Willman de Variety consideró que el instrumental optimista alivia la "ansiedad" encontrada en las letras, que también discuten "encontrar el compañero de búnker adecuado" con líneas como "serías mi pequeña cuarentena".
Es una canción dance pop y dance rock que dura tres minutos y cuarenta segundos. Según la partitura publicada en Musicnotes.com por Alfred Music, está escrita en el compás del tiempo común, con un tempo moderadamente rápido de 122 latidos por minuto. «Level of Concern» está compuesta en el tono de mi menor, mientras que el rango vocal de Tyler Joseph abarca dos octavas, desde la nota baja de D4 hasta la nota alta de D6. La canción tiene una secuencia básica de Cmaj7–Bm7–Am7 en la introducción y los versos, alterna entre los acordes de Cmaj7 y Am7 durante el pre-coro, y sigue a Em–C–Am–G–D en el estribillo, el puente y el outro como su progresión armónica.
El arreglo musical tiene un "ritmo optimista" construido alrededor de una "guitarra disco-esque brillante" antes de que se agregue un ritmo interpretado por Dun. Omar Sanchez de Entertainment Weekly comparó su ritmo con el sencillo «Ride» de la banda, mientras que el periodista de Billboard, Chris Payne, opinó que el ritmo tenía "fuertes" vibraciones de «Walking on a Dream», y también denominó al sencillo una "canción hashtag-2020" debido a sus frecuentes referencias a la pandemia de coronavirus. La letra se enfoca en encontrar esperanza y optimismo en tiempos difíciles, y Joseph la describe como "simple pero esperanzadora", pero "sigue siendo sincera y honesta sobre el caos en todas partes". Chris Willman, de Variety, consideró que el optimista instrumental alivia la "ansiedad" que se encuentra en la letra, que también discute "encontrar el compañero de búnker adecuado" con frases como "¿serías mi pequeña cuarentena?".

## Recepción crítica
Chris Payne de Billboard describió «Level of Concern» como un "bop" con un coro "ágil", mientras que Caryn Ganz lo llamó "un delicioso pop-funk de los 80 que se deleita en su simplicidad" en su evaluación para The New York Times. Chris Willman de Variety descubrió que, en lugar de ser una "novedad rápida" sobre la cuarentena, la canción sonaba "completamente producida". Jason Lipshutz, también de Billboard, afirmó que la canción es "el primer himno verdadero de la era del coronavirus", y especuló que podría convertirse en un éxito comercial debido a que tiene un estilo más amigable con la radio que Trench, así como "palabras" con el que cualquiera podría identificarse en este momento". Del mismo modo, Omar Sánchez de Entertainment Weekly lo denominó "el primer himno de cuarentena".

## Rendimiento comercial
«Level of Concern» debutó en el número 3 en el cuadro Bubbling Under Hot 100 (una extensión del Billboard Hot 100), el número 2 en el cuadro Hot Rock Songs y el número 19 en la Alternative Songs en los Estados Unidos con 7.000 ventas digitales. En su primera semana completa, la pista ingresó al Billboard Hot 100 en el número 23 con 10.6 millones de transmisiones y 12.000 descargas, lo que lo convirtió en su segundo debut más alto en esa lista.

## Video musical
El video musical se estrenó el 9 de abril de 2020 y fue dirigido por el colaborador frecuente Reel Bear Media. Documenta libremente la creación de la canción y el video mientras Joseph y Dun graban y filman sus partes individualmente, cargan el audio y el video en una unidad flash USB y lo envían por correo postal (aunque se revela que los dos viven uno al lado del otro al final del video). Esto se corta entre clips de los dos que pasan tiempo con sus parejas y decoran sus casas con luces intermitentes y estrellas fluorescentes.

## Posicionamiento en listas
| Listas (2020)                             | Mejor posición |
| ----------------------------------------- | -------------- |
| Austria (Ö3 Austria Top 40)               | 42             |
| Bélgica (Ultratop) Flanders               | 18             |
| Bélgica (Ultratop) Wallonia               | 25             |
| Canadá Rock (Billboard)                   | 30             |
| Canadá (CHR/Top40)                        | 39             |
| CIS (Tophit)                              | 138            |
| Eslovaquia (Singles Digitál Top 100)      | 40             |
| Escocia (Official Charts Company)         | 48             |
| Estados Unidos (Billboard Hot 100)        | 23             |
| Estados Unidos (Adult Top 40)             | 21             |
| Estados Unidos (Alternative Songs)        | 19             |
| Estados Unidos (Bubbling Under Hot 100)   | 3              |
| Estados Unidos (Hot Rock Songs)           | 1              |
| Estados Unidos (Mainstream Top 40)        | 26             |
| Estados Unidos (Rock Airplay)             | 4              |
| Estonia (Eesti Ekspress)                  | 18             |
| Grecia (International Digital Singles)    | 75             |
| Hungría (Single Top 40)                   | 20             |
| Hungría (Stream Top 40)                   | 18             |
| Irlanda (IRMA)                            | 29             |
| Lituania (AGATA)                          | 27             |
| México Inglés Airplay (Billboard)         | 22             |
| Nueva Zelanda Hot Singles (RMNZ)          | 2              |
| Países Bajos (Dutch Top 40)               | 21             |
| Países Bajos (Single Top 100)             | 5              |
| Portugal (AFP)                            | 95             |
| Reino Unido (UK Singles Chart)            | 42             |
| República Checa (Singles Digitál Top 100) | 27             |
| Suecia Heatseeker (Sverigetopplistan)     | 2              |
| Suiza (Schweizer Hitparade)               | 85             |

## Certificaciones
| País (organismo certificador) | Certificación | Unidades certificadas |
| ----------------------------- | ------------- | --------------------- |
| Brasil (Pro-Música Brasil)    | Oro           | 20 000                |
| Canadá (Music Canada)         | Oro           | 40 000                |
| Estados Unidos (RIAA)         | Oro           | 500 000               |

## Historial de lanzamiento
| País   | Fecha              | Formato                     | Discográfica    | Ref    |
| ------ | ------------------ | --------------------------- | --------------- | ------ |
| Varios | 9 de abril de 2020 | Descarga digital, Streaming | Fueled by Ramen | [ 63 ] |